# Giroux, Indre
Giroux är en kommun i departementet Indre i regionen Centre-Val de Loire i de centrala delarna av Frankrike. Kommunen ligger i kantonen Vatan som tillhör arrondissementet Issoudun. År 2022 hade Giroux 121 invånare.

## Befolkningsutveckling
Antalet invånare i kommunen Giroux
Referens:INSEE